# ジョン・キッド (アメリカンフットボール)
ジョン・キッド（John Kidd 1961年8月22日- ）はイリノイ州スプリングフィールド出身のアメリカンフットボール選手。NFLで1984年から1998年まで15シーズンプレーした。ポジションはパンター。

## 経歴
1984年のNFLドラフト5巡でバッファロー・ビルズに指名された。ビルズでは6シーズンプレーした。
1985年には、NFL記録となる33回のパントを敵陣20ヤード以内に蹴りこんだ。
1990年3月、プランBでサンディエゴ・チャージャーズへ移籍した。チャージャーズとはパンターの史上最高額となる1年27万ドルで契約を結んだ。
1993年11月14日のシカゴ・ベアーズ戦では、フェイクFGで、2ヤードを走り、タッチダウンをあげた。
1994年8月にチャージャーズと再契約を結んだが、シーズン序盤にチャージャーズから解雇された。同年11月、AFC最低の平均39.3ヤードの記録であったジム・アーノルドの代役として、マイアミ・ドルフィンズと契約を結んだ。1996年、NFLトップの平均46.3ヤードを記録した。
1998年9月30日、デトロイト・ライオンズと契約し、2試合に出場した。その後同年11月、ブライアン・ハンセンの代役としてニューヨーク・ジェッツと契約を結んだ。
ロサンゼルスの気象予報士で、テレビパーソナリティのジャッキー・ジョンソンと結婚している。